# Kukita Shingo
Kukita Shingo (久木田 紳吾 Kukita Shingo, sinh ngày 24 tháng 9 năm 1988) là một cầu thủ bóng đá người Nhật Bản. Anh thi đấu cho Fagiano Okayama.

## Thống kê sự nghiệp
Cập nhật đến ngày 23 tháng 2 năm 2016.
| Câu lạc bộ          | Mùa giải            | Giải vô địch | Giải vô địch | Cúp Hoàng đế Nhật Bản | Cúp Hoàng đế Nhật Bản | Tổng    | Tổng      |
| Câu lạc bộ          | Mùa giải            | Số trận      | Bàn thắng    | Số trận               | Bàn thắng             | Số trận | Bàn thắng |
| ------------------- | ------------------- | ------------ | ------------ | --------------------- | --------------------- | ------- | --------- |
| Fagiano Okayama     |                     |              |              |                       |                       |         |           |
| 2010                | 4                   | 0            | 0            | 0                     | 4                     | 0       |           |
| 2011                | 27                  | 4            | 2            | 0                     | 29                    | 4       |           |
| 2012                | 7                   | 0            | 0            | 0                     | 7                     | 0       |           |
| 2013                | 29                  | 3            | 2            | 0                     | 31                    | 3       |           |
| 2014                | 37                  | 3            | 1            | 0                     | 38                    | 3       |           |
| 2015                | 21                  | 0            | 0            | 0                     | 21                    | 0       |           |
| Tổng cộng sự nghiệp | Tổng cộng sự nghiệp | 125          | 10           | 5                     | 0                     | 130     | 10        |